# Jorker Späte
Jorker Späte ist eine zu den Herzkirschen gehörende schwarze Sorte der Süßkirschen.

## Herkunft
Jorker Späte ist eine alte Lokalsorte aus dem Alten Land, wo sie früher sehr stark verbreitet war. Inzwischen wird der Bestand wie bei vielen alten Sorten immer kleiner und sie galt zeitweilig sogar als verschollen.

## Frucht
Die Frucht ist klein. Die sehr feste, fast lederartige Haut ist in der Vollreife glänzend  schwarz. Das mittelfeste Fruchtfleisch ist dunkelrot mit stark färbendem Saft. Der Geschmack ist bitter, wird durch die Verarbeitung aber aromatisch süß. Sie hat eine hohe Platzfestigkeit und reift in der 7. Kirschwoche. Die Sorte wird wegen ihrer Eigenschaften vor allem für die Verarbeitung zu Konfitüre, Kirschwasser und ähnlichem genutzt.